# Філіп Кох
Філіп Кох (нім. Philippe Koch, нар. 8 лютого 1991, Єгенсторф) — швейцарський футболіст, що грав на позиції захисника.
Виступав, зокрема, за клуб «Цюрих», а також національну збірну Швейцарії.
Чемпіон Швейцарії. Дворазовий володар Кубка Швейцарії.

## Клубна кар'єра
Народився 8 лютого 1991 року в місті Єгенсторф.
У дорослому футболі дебютував 2007 року виступами за команду «Цюрих-2», в якій провів один сезон, взявши участь у 18 матчах чемпіонату. 
Своєю грою за цю команду привернув увагу представників тренерського штабу клубу «Цюрих», до складу якого приєднався 2008 року. Відіграв за команду з Цюриха наступні вісім сезонів своєї ігрової кар'єри. Більшість часу, проведеного у складі «Цюриха», був основним гравцем захисту команди. За цей час виборов титул чемпіона Швейцарії.
Протягом 2016—2017 років захищав кольори клубу «Новара».
Завершив ігрову кар'єру у команді «Санкт-Галлен», за яку виступав протягом 2017—2019 років.

## Виступи за збірні
У 2008 року дебютував у складі юнацької збірної Швейцарії (U-19), загалом на юнацькому рівні взяв участь у 14 іграх.
Протягом 2009–2012 років залучався до складу молодіжної збірної Швейцарії. На молодіжному рівні зіграв у 25 офіційних матчах, забив 1 гол.
У 2011 році дебютував в офіційних матчах у складі національної збірної Швейцарії.
Загалом протягом кар'єри в національній команді, яка тривала 1 рік, провів у її формі 0 матчів.

## Титули і досягнення
- Чемпіон Швейцарії (1):

«Цюрих»: 2008-2009
- Володар Кубка Швейцарії (2):

«Цюрих»: 2013-2014, 2015-2016